# 玛丽亚·琴特拉基奥
玛丽亚·琴特拉基奥（義大利語：Maria Centracchio，1994年9月28日—），義大利柔道運動員，她代表義大利隊參加了日本舉行的2020年夏季奧林匹克運動會，並且在女子63公斤級比賽上獲得銅牌。